# Vails Gate
Vails Gate és una concentració de població designada pel cens dels Estats Units a l'estat de Nova York. Segons el cens del 2000 tenia 3.319 habitants.

## Demografia
Segons el cens del 2000, Vails Gate tenia 3.319 habitants, 1.421 habitatges, i 861 famílies. La densitat de població era de 1.281,5 habitants per km².
Dels 1.421 habitatges en un 28,2% hi vivien nens de menys de 18 anys, en un 43,4% hi vivien parelles casades, en un 11,7% dones solteres, i en un 39,4% no eren unitats familiars. En el 32,4% dels habitatges hi vivien persones soles el 12,5% de les quals corresponia a persones de 65 anys o més que vivien soles. El nombre mitjà de persones vivint en cada habitatge era de 2,34 i el nombre mitjà de persones que vivien en cada família era de 2,98.
Per edats la població es repartia de la següent manera: un 23% tenia menys de 18 anys, un 6,9% entre 18 i 24, un 31,2% entre 25 i 44, un 22,7% de 45 a 60 i un 16,2% 65 anys o més.
L'edat mediana era de 38 anys. Per cada 100 dones de 18 o més anys hi havia 88,6 homes.
La renda mediana per habitatge era de 39.851 $ i la renda mediana per família de 44.485 $. Els homes tenien una renda mediana de 38.636 $ mentre que les dones 31.019 $. La renda per capita de la població era de 22.967 $. Entorn del 7,8% de les famílies i el 10,4% de la població estaven per davall del llindar de pobresa.